# Nordisk kulturkontakt
Nordisk kulturkontakt (finska: Pohjoismainen kulttuuripiste, engelska: Nordic Culture Point) är ett nordiskt kulturcentrum och bibliotek med huvudsaklig verksamhet på Kajsaniemigatan 9 i Helsingfors. Det drivs av Nordiska ministerrådet med syftet att profilera det nordiska kultursamarbetet både i Norden och internationellt. Aktiviteterna skapar fysiska, ekonomiska och digitala kulturmöten i Norden.
Nordisk kulturkontakt har en omsättning på omkring 1,7 miljoner euro och omkring femton heltidsanställda (2018). Organisationen fungerar som sekretariat för Nordiska ministerrådets fyra kulturstödsprogram på sammanlagt knappt 5 miljoner euro/år: Kultur- och konstprogrammet, Nordisk-baltiska mobilitetsprogrammet för kultur, VOLT - barn och unga kultur och språk samt NORDBUK-stödprogrammet.  
Institutionen hette tidigare Kulturkontakt Nord men bytte namn till Nordisk kulturkontakt 1 februari 2017.